# Matsumura Keibun

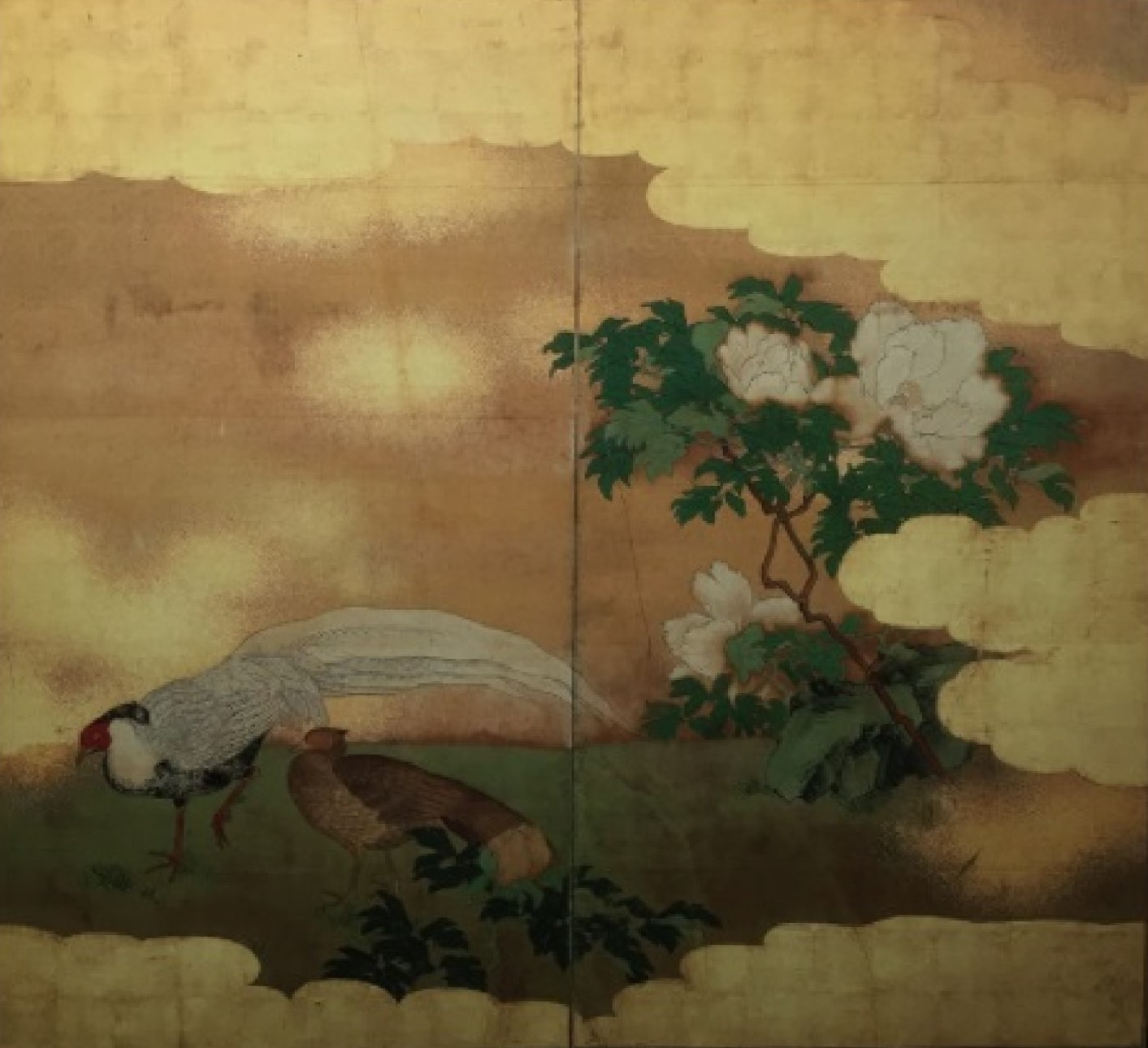
Stellschirm

Matsumura Keibun (japanisch 松村 景文; * 1779 in Kyōto, Japan; † 25. Mai 1843) war ein japanischer Maler der späten Edo-Zeit.

## Leben und Werk
Matsumura Keibun war ein Halbbruder von Goshun, dem Begründer der Shijō-Schule. Er studierte unter Goshin und wurde ein hervorragender Maler dieser Schule. Bereits 1796 zeigte er Arbeiten auf einer Ausstellung von Minagawa Kein (皆川 淇園; 1734–1807), die Kalligrafie und Malerei betraf. Das Heian jimbutsu shi (平安人物史), ein Verzeichnis bedeutender Personen in Kyōto, führt ihn in der Ausgabe von 1813 auf.
Keibuns Wohnung befand sich westlich der Kreuzung der Straßen Shijō und Tomo-no-kōji. 1817, zur siebten Wiederkehr von Goshins Tod, zeigte er eine Ausstellung von Goshins Werken. 1829 malte er eine Gruppe von Vögeln an der Decke im Inneren des Naginata-Hoko (長刀鉾), eines der Prunkwagen, die beim Gion-Fest durch die Straßen von Kyōto gezogen wurden und werden.
1830 publizierte Keibun einen Bildband unter dem Titel „Go Keibuns Art zu malen“ (呉景文画譜, Go Keibun gafu). Damit führte er Goshins Malstil fort und nahm eine bedeutende Position in der Etablierung dieses Stils ein. Er wirkte auch als Hauptpriester des Myōhō-in in Kyōto, an einem Tempel, der traditionell von einem kaiserlichen Prinzen geleitet wird. Nach seinem Tode wurde Keibun zunächst im Daitsū-ji (大通寺), dann aber im bedeutenderen Kompuku-ji (金福寺) in Kyōto bestattet. 
Keibuns Malstil ähnelt stark dem von Goshun, aber er ist etwas leichter und manieristischer gehalten. Sein bekanntestes Werk sind die Malereien auf Schiebetüren (Fusuma-e) im Myōhō-mit der Bezeichnung „Bäuerliche Aufgaben in den vier Jahreszeiten“ (四季耕作図, Shiki kōsaku-zu).

## Bilder

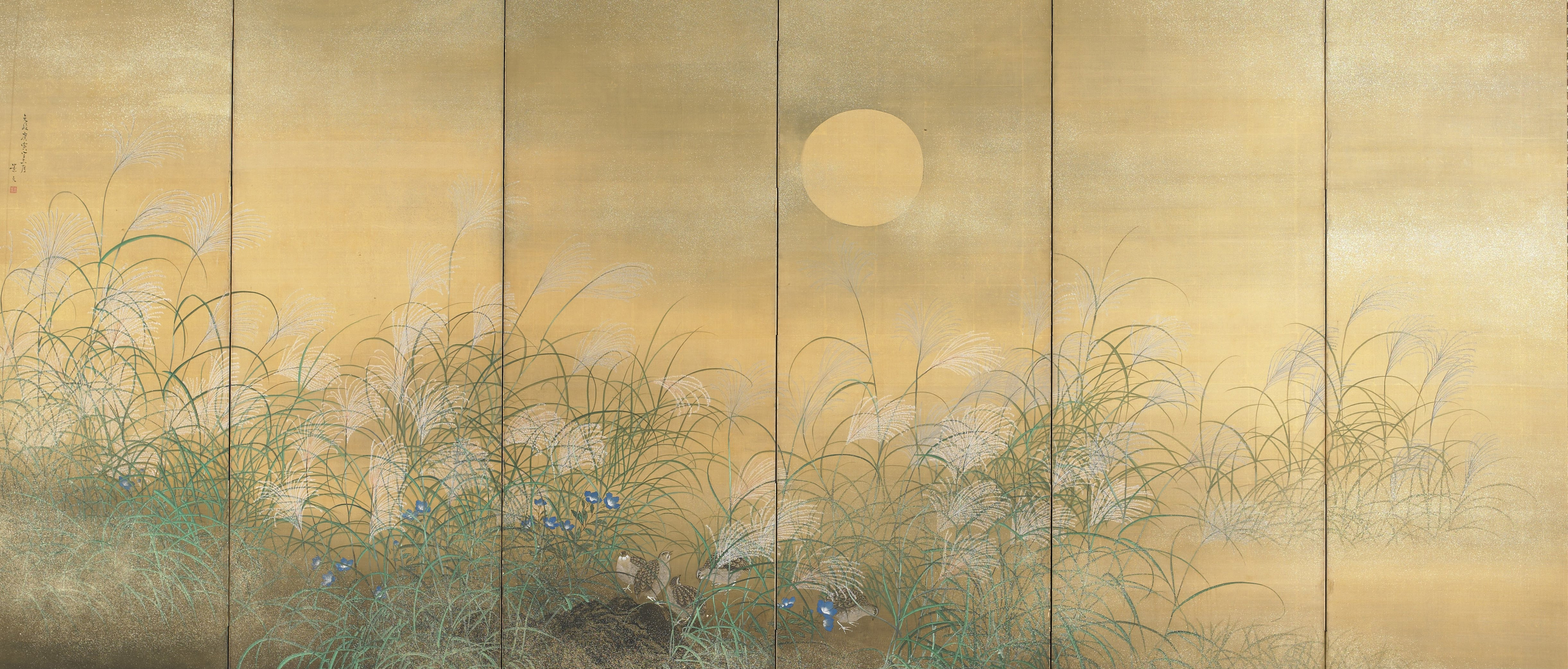
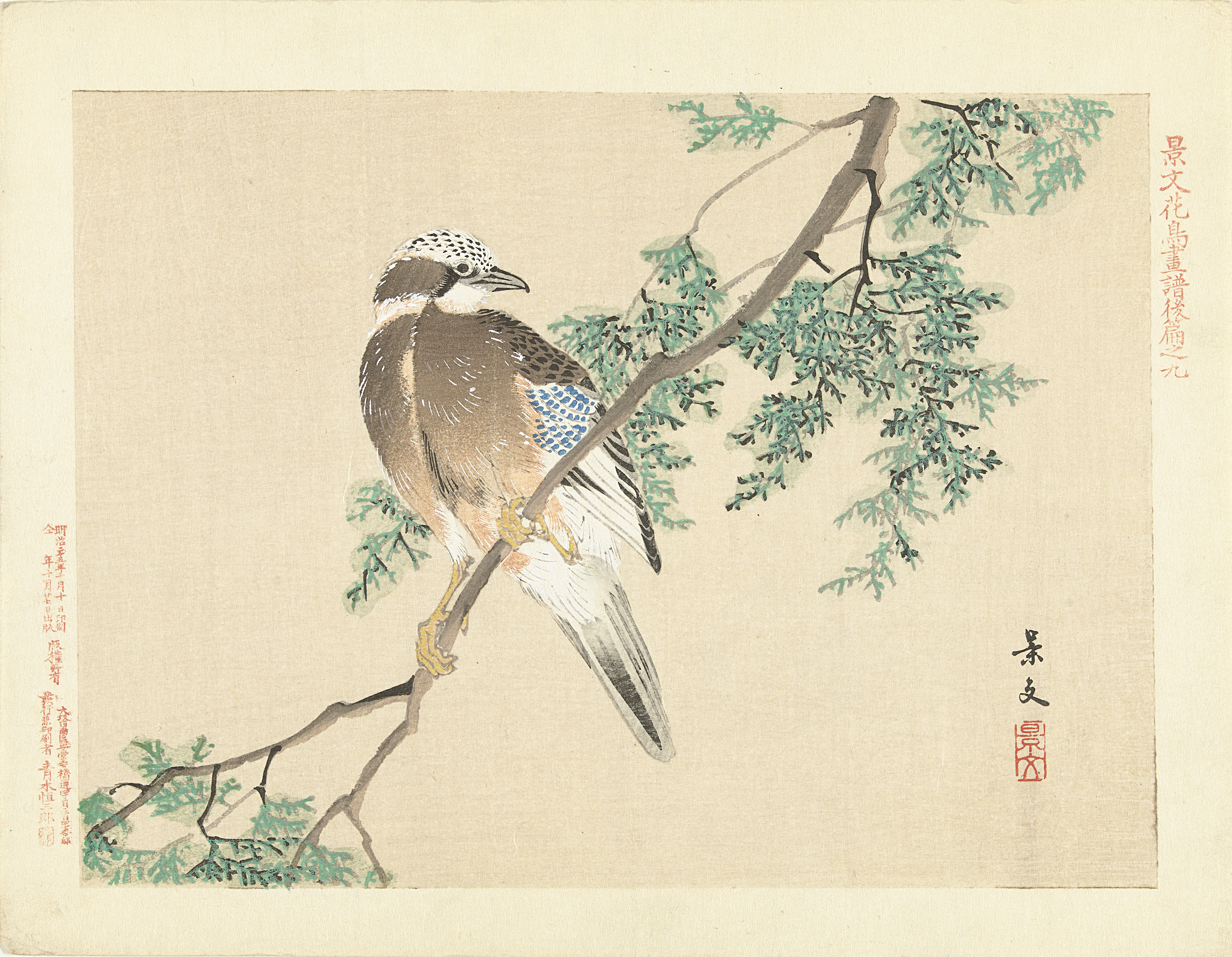
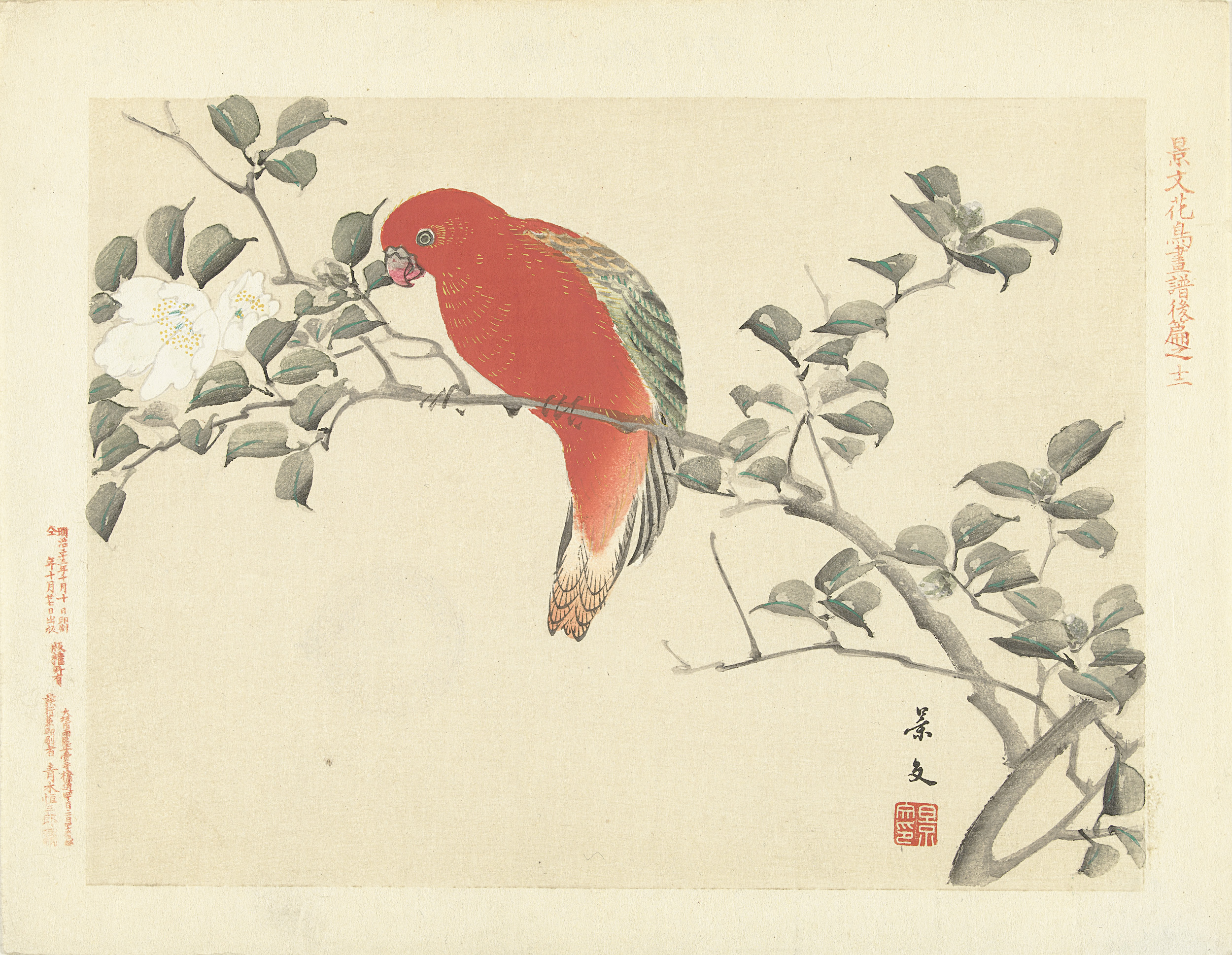
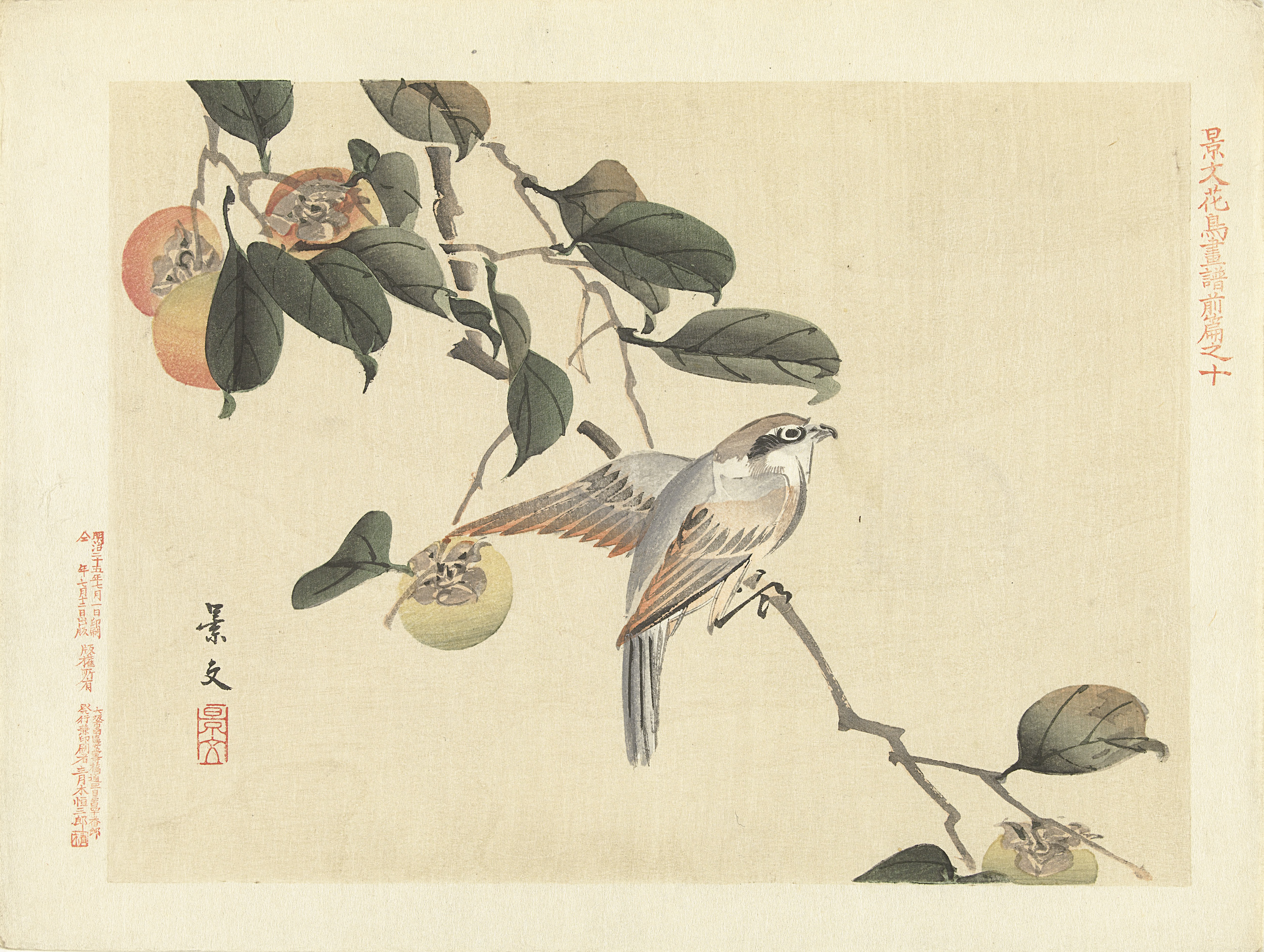
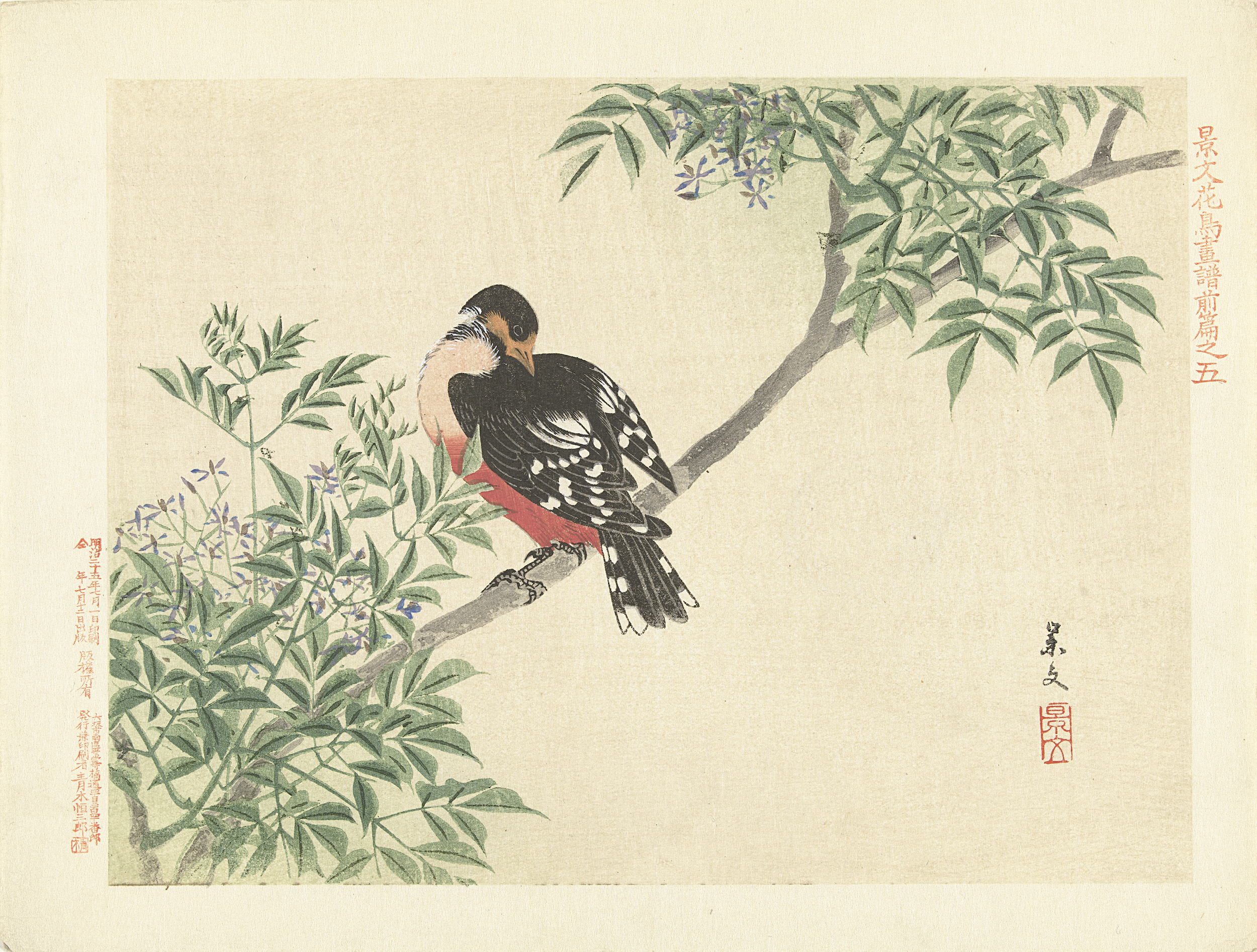